# NGC 3260
NGC 3260 és una galàxia el·líptica a la constel·lació de la Màquina Pneumàtica. És un membre del cúmul d'Antlia, que s'hi troba a uns 40,7 megaparsecs (137,7 milions d'anys llum) de distància.